# Лопатинський Лев Васильович
Лопати́нський Лев Васи́льович (29 лютого 1868, Львів — 7 вересня 1914, бл. Янова, Галичина) — український актор, драматург і публіцист.
Чоловік Лопатинської Філомени Миколаївни, батько Лопатинського Фавста Львовича.

## Життєпис
Народився у Львові. Навчався у Львівському університеті та Віденській консерваторії (1891—1892). З 1892 до 1898 — актор Театру товариства «Руська бесіда» у Львові, згодом — його директор. Співредактор газети «Руслан». Працював адвокатом у Самборі та Копичинцях.

## Творчість
Ролі: Микола («Наталка Полтавка» Котляревського), Гнат («Назар Стодоля» Шевченка), Коваль («Рябина» Франка).
Автор п'єс: «До Бразилії» (1878), «Беата і Гальшка», «Свекруха» (1899), «Параця» (1901) та інших; збірки «Перед і за кулісами сцени»; статей про театр. Переклав українською мовою твори К. Гуцкова, Б. Бйорнсона та інші.